# Olivier Nyokas
Guy Olivier Massaca Nyokas Zamalou (* 28. Juni 1986 in Montfermeil) ist ein französisch-kongolesischer Handballspieler.

## Karriere
Olivier Nyokas begann in der Schule mit dem Handball. Nachdem er in der Jugend bei ES Montgeron gespielt hatte, ging er zum Zweitligisten UMS Pontault-Combault. 2006 wechselte er zu Paris Handball, mit dem er 2007 den Coupe de France gewann. Anschließend ging der 1,88 Meter große Rückraumspieler zum spanischen Verein BM Alcobendas, für den er in der Liga ASOBAL auflief. 2009 kehrte er nach Frankreich zurück und schloss sich US Créteil HB an. Ab 2014 stand er beim deutschen Bundesligisten HBW Balingen-Weilstetten unter Vertrag. Im Sommer 2016 wechselte er zum französischen Klub HBC Nantes. Mit Nantes gewann er 2017 den französischen Pokal. Ab dem Sommer 2021 stand er gemeinsam mit seinem Zwillingsbruder Alix Kévynn Nyokas beim nordmazedonischen Verein RK Metalurg Skopje unter Vertrag. Bereits im September 2021 wechselten beide zum Stadtrivalen RK Vardar Skopje. Mit Vardar gewann er 2022 den nordmazedonischen Pokal und die Meisterschaft. Anschließend wechselte er nach Katar zu Al-Najma. Seit August 2022 steht er beim griechischen Meister Olympiakos SFP unter Vertrag.
Nyokas bestritt am 5. November 2015 sein erstes Länderspiel für die Französische Nationalmannschaft gegen Dänemark. Mit Frankreich nahm er an der Europameisterschaft 2016 in Polen teil. Bei den Olympischen Spielen 2016 in Rio de Janeiro gewann er die Silbermedaille. 2017 gewann er mit Frankreich die Weltmeisterschaft.
Bei der Afrikameisterschaft 2022 lief er für die Nationalmannschaft der Demokratischen Republik Kongo auf.